# Listă de comitate din statul Hawaii

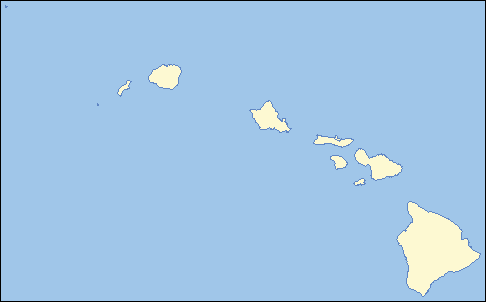
Harta statului, singurul stat insular al Uniunii - SUA -

Cele cinci comitate ale statului Hawaii se găsesc pe insulele arhipelagului Hawaii și se bucură de libertate administrativă relativ mai mare decât ale celor aflate pe partea continentală a Statelor Unite.
Comitatele statului Hawaii sunt singurele entități administrative sub-statale ale statului întrucât nu există nici un altfel de organizare locală, așa cum ar fi guverne locale sau consilii orășenești.
Statul Rhode Island are de asemenea cinci comitate, fapt ceea ce face Delaware statul american cu cele mai puține comitate, doar trei. 
| Comitat        | Cod FIPS &#13; | Reședință de comitat &#13; | Etimologie | Populație                | Zonă                                  | Hartă             |
| -------------- | -------------- | -------------------------- | ---------- | ------------------------ | ------------------------------------- | ----------------- |
| Hawaii County  | 001            | Hilo                       | 185.079    | 4.028 sq mi (10.432 km²) | State map highlighting Hawaii County  | 10 mai 1905       |
| Maui County    | 009            | Wailuku                    | 154.834    | 1.120 sq mi (2.901 km²)  | State map highlighting Maui County    | 1 iulie 1905      |
| Kalawao County | 005            | Kalaupapa                  | 90         | 52 sq mi (135 km²)       | State map highlighting Kalawao County | 10 noiembrie 1905 |
| Honolulu       | 003            | Honolulu                   | 953.207    | 597 sq mi (1.546 km²)    | State map highlighting Honolulu       | 30 aprilie 1907   |
| Kauai County   | 007            | Līhu'e                     | 67.091     | 622 sq mi (1.611 km²)    | State map highlighting Kauai County   | 1 iulie 1905      |